# کیت مک‌لاگلین
کیت مک‌لاگلین (انگلیسی: Keith McLoughlin) (زاده ۱۹۵۶) کارآفرین، بازرگان و مدیر ارشد اجرایی آمریکایی است، که در حال حاضر به‌عنوان مدیر عامل اجرایی شرکت الکترولوکس فعالیت می‌کند.